# Бирся
Бирся — река в России, на Южном Урале, протекает в Учалинском районе республики Башкортостан. Устье реки находится в 2390 км по правому берегу реки Урал в двух километрах севернее села Калканово. Длина реки составляет 30 км.

## Притоки
- 18 км: Киряба
- 22 км: Урдаза
- 24 км: Кызылъяр

## Данные водного реестра
По данным государственного водного реестра России относится к Уральскому бассейновому округу, водохозяйственный участок реки — Урал от истока до Верхнеуральского гидроузла, речной подбассейн реки — подбассейн отсутствует. Речной бассейн реки — Урал (российская часть бассейна).
Код объекта в государственном водном реестре — 12010000112112200001375.